# Sarre en los Juegos Olímpicos
El Protectorado del Sarre fue un territorio de Alemania que estuvo bajo control francés entre los años 1947 y 1956. Fue representado por el Comité Olímpico Nacional de Sarre, miembro del Comité Olímpico Internacional entre los años 1950 y 1957. Antes de 1952, los deportistas de Sarre compitieron bajo la bandera de Alemania (GER), y posteriormente, de 1956 a 1964, bajo la bandera del Equipo Alemán Unificado (EUA).
Los Juegos Olímpicos de Helsinki 1952 fue la única participación de Sarre en las ediciones de verano. El territorio no obtuvo ninguna medalla en estos juegos.
En los Juegos Olímpicos de Invierno Sarre no participó en ninguna edición.

## Medallero

### Por edición
Juegos Olímpicos de Verano
| Evento        | Oro | Plata | Bronce | Total |
| ------------- | --- | ----- | ------ | ----- |
| Helsinki 1952 | 0   | 0     | 0      | 0     |
| TOTAL         | 0   | 0     | 0      | 0     |